# Inhibiteur de point de contrôle

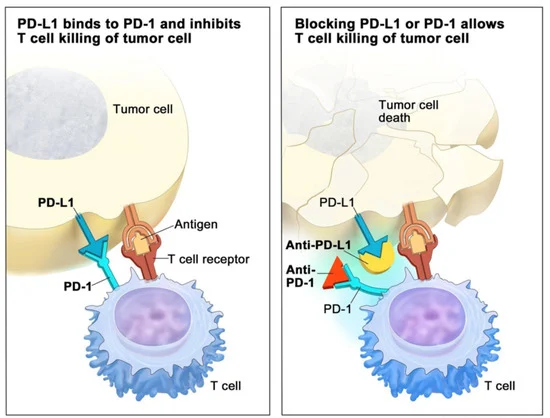
Schéma du fonctionnement du blocage d'un point de contrôle immunitaire

Le traitement par inhibiteur de point de contrôle immunitaire (appelé aussi inhibiteur de checkpoint pour reprendre la terminologie anglophone), est une forme d'immunothérapie utilisée dans le traitement de certains cancers. L'inhibiteur, un anticorps monoclonal, bloque les liaisons des points de contrôle immunitaires avec leurs ligands, liaisons qui affectent le fonctionnement du système immunitaire. Les points de contrôle immunitaires sont des molécules de voies de signalisation co-inhibitrices qui agissent pour maintenir la tolérance immunitaire, mais ils sont souvent utilisés par les cellules cancéreuses pour échapper à l'immunosurveillance ,.
Les deux points de contrôle les plus étudiés sont PD-1 (Programmed Cell Death 1) et CTLA-4.
Les points de contrôle immunitaire peuvent être stimulants ou inhibiteurs.

## Mécanismes
Les tumeurs peuvent utiliser ces points de contrôle pour se protéger contre les attaques du système immunitaire. La thérapie par inhibiteur de point de contrôle immunitaire peut bloquer les points de contrôle inhibiteurs et rétablir la fonction du système immunitaire. L'interaction ligand-récepteur entre la protéine de mort cellulaire programmée (apoptose) transmembranaire 1 (PDCD1, PD-1, également connue sous le nom de CD279) et son ligand, PD-1 ligand 1 (PD-L1, CD274) est particulièrement étudiée. Le PD-L1 à la surface cellulaire de la cellule cancéreuse se lie au PD1 à la surface d'un lymphocyte T, ce qui inhibe l'action cytotoxiques. Parmi les fonctions de PD-L1 se trouve un rôle de régulation clé sur les activités des cellules T,. Il semble que la régulation à la hausse (à médiation cancéreuse) de la PD-L1 à la surface des cellules cancéreuses peut inhiber l'activité des cellules T. Les anticorps qui se lient à PD-1 ou PD-L1 et bloquent donc l'interaction peuvent donc permettre aux lymphocytes T d'attaquer la tumeur.
On a aussi trouvé qu'il existe aussi des points de contrôle solubles véhiculés par le plasma.

### Inhibiteur de PD-1
PD-1 est un récepteur inhibiteur, jouant un rôle clé dans la signalisation de mort cellulaire afin de réguler les réponses médiées par les lymphocytes T . L'engagement de PD-1 peut réduire la sécrétion de cytokines telles que l'interleukine 2, l'interfèron-γ et le facteur de nécrose tumorale-α ainsi que la prolifération cellulaire en interférant avec la voie de signalisation co-stimulatrice CD28 . L'expression de PD-1 a été détectée sur divers types de cellules immunitaires au sein du microenvironnement tumoral, notamment les monocytes activés, les cellules dendritiques , les cellules tueuses naturelles , les cellules T ainsi que les cellules B . En 2021, la FDA américaine a approuvé trois anticorps monoclonaux, à savoir le nivolumab, le pembrolizumab et le cemiplimab, comme inhibiteurs de PD-1 .

### Inhibiteur du ligand de PD-1
Le ligand 1 de PD-1 (PD-L1) et PD-L2 sont les deux ligands de PD-1 . Les cellules tumorales et immunitaires peuvent exprimer PD-L1, qui est un biomarqueur utile pour prédire la réponse aux anticorps anti-PD-1/PD-L1 chez les patients atteints de différents types de cancer . PD-L1, également connu sous le nom de B7-H1 ou CD274, joue un rôle dans l'inhibition du cycle cancer-immunité en se liant à des régulateurs négatifs de l'activation des lymphocytes T tels que PD-1 et B7.1 (CD80) . La ligature de PD-L1 inhibe la migration et la prolifération des lymphocytes T, limitant ainsi la destruction des cellules tumorales . La FDA américaine a approuvé trois inhibiteurs de PD-L1, à savoir l'atézolimumab, le durvalumab et l'avelumab.

### Inhibiteur de CTLA-4
Le CTLA-4 a été découvert comme une protéine appartenant à la superfamille des immunoglobulines est exprimé uniquement sur les lymphocytes T et régit l'amplitude de l'activation des lymphocytes T au cours des premières phases. CTLA-4 inhibe principalement la fonction du CD28, un co-stimulateur des récepteurs des lymphocytes T . Malgré le fait que CTLA-4 se lie au même ligand sur les cellules B et les cellules présentatrices d'antigènes que son homologue CD28, la stimulation de CTLA-4 a entraîné la suppression par les cellules T de la formation d'anticorps et l'évitement du rejet d'allogreffe ,. L'expression de CTLA-4 est augmentée pendant 2 à 3 jours après l'activation des lymphocytes T médiés par le complexe récepteur des lymphocytes T-CD3, commençant environ 24 h après le déclenchement par le récepteur des lymphocytes T, alors que CD28 est exprimé. sur les lymphocytes T naïfs. Ces résultats suggèrent que CTLA-4 est essentiel dans la régulation des lymphocytes T activés, car l'absence de CTLA-4 entraîne une prolifération non régulée des lymphocytes T .
L'inhibition de CTLA-4 améliore un large éventail de réponses immunologiques qui reposent sur les lymphocytes T auxiliaires, tandis que l'interaction de CTLA-4 sur les lymphocytes T régulateurs améliore leur activité suppressive. Les cellules lymphocytes T régulateurs produisent le CTLA-4 de manière constitutive car il s'agit d'un gène cible du facteur de transcription FOXP3 , dont l'expression détermine la lignée des lymphocytes T régulateurs . La délétion ou l'inhibition de CTLA-4 spécifique aux lymphocytes T régulateurs diminue considérablement leur capacité à contrôler à la fois l'immunité auto-immune et antitumorale, malgré le fait que le mécanisme par lequel CTLA-4 favorise l'activité immunosuppressive des lymphocytes T régulateurs reste inconnu . En conséquence, l’augmentation de l’activité des lymphocytes T effecteurs CD4+ et la réduction de l’immunosuppression dépendante des cellules lymphocytes T régulateurs sont probablement des aspects essentiels du mode d’action du blocage de CTLA-4.
Le CTLA-4, en tant que régulateur négatif des réponses immunologiques des lymphocytes T, est impliqué dans la prévention de l'auto-immunité ; par conséquent, son blocage peut provoquer des effets indésirables d'origine immunitaire .

## Inhibiteurs de point de contrôle par type cellulaire et mécanismes de résistance

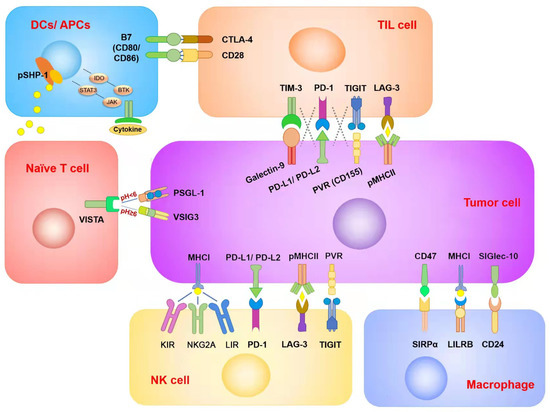
Résumé des différents points de contrôles des cellules immunitaires et tumorales

Pour échapper à la surveillance et à la destruction du système immunitaire, les cellules tumorales peuvent produire un grand nombre de protéines de point de contrôle immunitaire pour rendre le système immunitaire incapable de reconnaître les tissus tumoraux . Les inhibiteurs de point de contrôle ciblent différents types de cellules et ont produit des résultats thérapeutiques et une cytotoxicité différents dans des études récentes ,.

### Inhibiteurs de point de contrôle des cellules immunitaires

#### Lymphocyte T cytotoxique
La protéine PD-1 est une protéine transmembranaire inhibitrice exprimée principalement à la surface de la membrane des lymphocytes T et constitue le point de contrôle immunitaire le plus associé aux lymphocytes T. Sa fonction physiologique principale est de se lier au ligand PD-L1 ou PD-L2 pour inhiber la fonction immunotoxique des cellules T, puis de reconnaître les cellules tissulaires normales de l’organisme pour les empêcher de subir des dommages toxiques . Néanmoins, sous l'influence de nombreux environnements inflammatoires anormaux dans le microenvironnement tumoral et de la surexpression anormale du ligand PD-1 dans les cellules tumorales, l'expression du récepteur PD-1 dans les cellules T effectrices est significativement augmentée entrainant une défaillance des cellules T effectrices. L’activation de la voie de signalisation PD-1 peut transformer les lymphocytes T effecteurs en lymphocytes T régulateurs, entraînant une altération des réponses immunitaires antitumorales ,.
Des chercheurs ont découvert que la liaison de PD-1 et PD-L1 peut mobiliser la phosphatase inhibitrice SHP2 dans les cellules T pour déphosphoryler la molécule de signalisation proximale du récepteur des lymphocytes T, réduisant ainsi la reconnaissance antigénique et provoquant la fuite immunitaire des cellules tumorales . Plus important encore, PD-1 peut inhiber indirectement la fonction des facteurs effecteurs produits par la transduction du récepteur des lymphocytes T .
En se liant à son ligand la galectine-9, la protéine TIM-3 peut en outre induire l'apoptose ou inhiber la différenciation des cellules T effectrices, réguler négativement la réponse immunitaire et ainsi induire une tolérance immunitaire . De plus, la protéine TIM-3 a un effet régulateur sur les  cellules cellules dendritiques , qui bloquent le potentiel de l'immunité antitumorale en modulant l'activation de l'inflammasome . Le développement d’un anticorps TIM-3 offre une autre option pour les cibles de points de contrôle immunitaires ciblant les lymphocytes T, et même les cellules présentatrices d'antigènes, et peut être combiné avec un traitement par inhibiteur de PD-1 pour stimuler de manière synergique l’activation immunitaire des lymphocytes T. Les premiers essais cliniques réalisés avec le sabatolimab (inhibiteur de TIM-3)seul ou avec un anti PD1 (spartalizumab) ont montré une bonne tolérances et une certaine activité anti-tumorale .

#### Macrophages
Les macrophages sont des cellules du système immunitaire inné, détectant à tout moment les signaux d’activation et d’inhibition pour initier la phagocytose et la sécrétion de cytokines . Les macrophages associés aux tumeurs sont les cellules immunitaires dans le  microenvironnement tumoral, les macrophages jouent un rôle primordial dans l'apparition et le développement du cancer, ainsi que dans l'invasion et les métastases . Sous l’influence des cellules tumorales, les macrophages associés à la tumeur non seulement ne parviennent pas à inhiber la croissance tumorale, mais favorisent également la progression du cancer en raison de leur phénotype inflammatoire et de la libération de facteurs associés .
La protéine SIRPα (Signal regulatory protein α ) est un récepteur inhibiteur contenant plusieurs motifs d’activation des récepteurs immuns basé sur la tyrosine (ITAM), qui sont principalement exprimés à la surface des cellules présentatrices d'antigènes, tels que les macrophages . Le ligand de TIM-3, CD47, agit comme un signal « ne me mange pas » qui protège les cellules saines contre la phagocytose par les macrophages ; les cellules hématopoïétiques dépourvues de CD47 sont rapidement englouties par les macrophages et déclenchent l'activation des cellules dendritiques . Cependant, CD47 est fortement exprimé à la surface des cellules tumorales, ce qui sert de mécanisme pour échapper à l’immunodétection. Lorsque SIRPα se lie au ligand CD47, SIRPα est phosphorylé puis recrute les phosphatases SHP-1 et SHP-2, qui inhibent la phagocytose et l'activité fonctionnelle des macrophages .

## Efficacité
Ils sont utilisés le plus souvent en combinaison, avec une chimiothérapie classique, avec une thérapie ciblée, une radiothérapie ou d'autres immunomodulateurs.
Les résultats d'une méta-analyse en 2019 montrent que ce type d'immunothérapie permet d'obtenir une réponse durable chez 2,3 fois plus de patients que les autres thérapies comme la chimiothérapie, 25 % des patients traités ayant une réponse prolongée.
Plusieurs facteurs accroissent la probabilité d'efficacité de ce type de traitement : le taux de mutation sur l'ADN tumoral, l'infiltration tumorale en lymphocytes CD4. D'autres accroissent la résistance à ce type de médicaments, imposant l'utilisation d'associations, dont des mutations sur certains gènes (par exemple sur le FGFR3, KRAS, ou le LKB1).

## Effets indésirables

### Mécanismes inflammatoires
Des effets indésirables immunologiques peuvent être causés par l'utilisation des inhibiteurs de point de contrôle immunitaire. La modification de l'inhibition des points de contrôle peut avoir divers effets sur la plupart des systèmes du corps, notamment une inflammation de différentes parties du corps. Le mécanisme précis est inconnu, mais diffère à certains égards en fonction de la molécule ciblée. L'atteinte cardiaque est rare mais grave.
Il semble y avoir une association intime entre l'auto-immunité avec les évènements indésirables liés au point de contrôle immunitaire et l'effet antitumoral des inhibiteurs de point de contrôle . Les toxicités de grade 3 ou plus entraîne un meilleure taux de réponse global, mais baisse la survie globale. Les femmes recevant une immunothérapie présentent un risque accru d'effets secondaires graves de 50 % par rapport aux hommes.

### Maladie hyperprogressive: un résultat inattendu de la thérapie par inhibiteur de point de contrôle
Parmi les non-répondeurs aux traitements, il est possible d'identifier une population de patients, dont le pourcentage peut varier de 4 à 29 % selon différentes études , qui connaissent une augmentation extrêmement rapide de la croissance tumorale et de la propagation métastatique après l'administration d'inhibiteur de point de contrôle qui, pour cette raison, a été appelée maladie hyperprogressive. La maladie hyperprogressive représente un schéma de progression complètement différent et n’est pas superposable à la maladie évolutive conventionnelle. L'un des premiers indices sur l'existence de l'HDP a été fourni par les observations de chercheurs, qui ont décrit un patient atteint d'un cancer du poumon non à petites cellules caractérisé par une accélération de la croissance tumorale au cours d'un traitement anti-PD-1 . En 2017, la première description systématique et une définition claire de la maladie hyperprogressive  a été faite . La  maladie hyperprogressive  est une progression tumorale avec une augmentation minimale de deux fois du taux de croissance tumorale  après le début du traitement par rapport au taux de croissance tumorale préthérapeutique, cette définition a été établi par le chercheur Champiat. Ce chercheur a étudié 218 patients atteints de différents types de cancers ont été traités en monothérapie par des anticorps anti-PD1 ou anti-PD-L1. Parmi les 131 patients évaluables pour l'analyse, 12 d'entre eux, représentant 24 % des patients diagnostiqués avec une progression de la maladie, ont été classés comme ayant une maladie hyperprogressive. De plus, l’analyse de survie a démontré que, par rapport aux patients présentant une réponse complète ou partielle, les patients présentant une maladie hyperprogressive étaient caractérisés par un nombre de décès 25,94 fois plus élevé. Une autre découverte importante était que la maladie hyperprogressive ne se limitait pas à un histotype spécifique de tumeur mais impliquait un large spectre de cancers. La publication pionnière de Champiat et al. a ensuite été étayé et corroboré par d’autres études cliniques.
La maladie hyperprogressive n’ayant été portée à l’attention de la communauté scientifique que récemment, de nombreux aspects doivent être clarifiés et font encore l’objet de débats. Premièrement, il n’existe aucune directive internationalement acceptée pour identifier les patients atteints de maladie hyperprogressive, et chaque groupe de recherche utilise ses propres critères basés sur des paramètres radiologiques ou cliniques. Par exemple, les critères décrits dans  ont été rendus plus stricts dans un article ultérieur publié par le même groupe de recherche. En effet, les auteurs ont défini la maladie hyperprogressive comme une maladie  avec une différence entre taux de croissance tumorale sous traitement et un taux de croissance tumorale pré-thérapie) supérieur à 50 % . Un autre exemple de définition radiologique de la maladie hyperprogressive a été fourni par d'autres chercheurs , qui ont considéré la cinétique de croissance tumorale, définie comme la différence de la somme des plus grands diamètres des lésions cibles par unité de temps. Un taux de cinétique de croissance tumorale supérieur ou égal à 2( le rapport entre la cinétique de croissance tumorale sous traitement et la cinétique de croissance tumorale avant le traitement) était un indicateur de maladie hyperprogressive . L’un des principaux inconvénients des critères basés sur les évaluations radiologiques est que les tomodensitométries  préalables ne sont pas toujours disponibles, en particulier dans le cas d’un traitement de première intention. Par conséquent, d’autres études ont fourni des définitions de la maladie ^rogressive en tenant également compte des paramètres cliniques. Par exemple, dans une classification de la maladie hyperprogressive, a été  pris en compte le délai d'échec du traitement , défini comme le temps écoulé entre le début du traitement et son arrêt pour quelque raison que ce soit. Dans leurs travaux, ils ont décrit la maladie hyperprogressive comme une pathologie caractérisée par un délai d'échec du traitement inférieur à 2 mois, une augmentation de plus de 50 % de la charge tumorale par rapport à l’imagerie préthérapeutique et une augmentation de plus de deux fois du rythme de progression .
Compte tenu de l’existence de plusieurs définitions alternatives de la maladie hyperprogressive  , il s’ensuit que le pourcentage de patients atteint de maladie hyperprogressive peut varier considérablement selon les différentes études (de 4 à 29 % des patients traités par inhibiteur). Surmonter ces différences est nécessaire pour faciliter l'interprétation des données obtenues à partir de différentes études cliniques et pour commencer des analyses épidémiologiques rigoureuses dans ce domaine et, surtout, pour identifier d'éventuels marqueurs prédictifs de la maladie hyperprogressive qui, à ce jour, ne sont pas disponibles. La découverte de marqueurs prédictifs possibles suit deux voies différentes : l'étude de l'hôte ou de la tumeur ,. La première se concentre sur les caractéristiques générales du patient, telles que l’âge, le sexe, l’exposition antérieure à d’autres thérapies, ou sur le système immunitaire de l’hôte, comme la présence d’une population spécifique de cellules immunitaires infiltrant la tumeur ou circulant. Ce dernier vise à analyser les caractéristiques intrinsèques de la tumeur, telles que les altérations génétiques spécifiques, l'instabilité chromosomique et la charge mutationnelle de la tumeur. Deuxièmement, à ce jour, les mécanismes moléculaires et cellulaires à l’origine de l’apparition de la maladie hyperprogressive ne sont pas connus. Depuis 2017, de nombreuses hypothèses et spéculations ont été avancées pour fournir une explication tout à fait convaincante de cet effet extrêmement négatif associé à la thérapie inhibitrice.
Les patients concernés par ce problème semblent porter une altération génétique rare (copies supplémentaires des gènes de lutte contre le cancer MDM2 ou MDM4). Un même phénomène est observé chez certaines souris de laboratoire « dont les tumeurs progressent rapidement après un traitement avec une immunothérapie »
Des chercheurs de l'Institut Gustave Roussy de Villejuif (France) ont lancé une étude systématique de la croissance tumorale chez leurs patients et conclu en novembre 2016 que sur 131 personnes ayant reçu des thérapies anti-PD-1, 9 % ont été victimes d'une « hyperprogression » de leur tumeur (plus souvent chez des plus de 65 ans). Le 28 mars 2017, Kurzrock et ses collègues confirment le phénomène : chez 155 personnes traitées avec des inhibiteurs de la PD-1 et d'autres immunothérapie, six patients présentaient des copies supplémentaires de MDM2 ou MDM4 et 10 présentaient des mutations du gène EGFR (associé au cancer). Il ne semblait pas dans ce cas y avoir de corrélation entre l'âge et une aggravation rapide de la maladie mais, chez quatre des patients ayant des gènes MDM2 ou MDM4 supplémentaires et chez deux des personnes atteintes de mutations EGFR, les tumeurs ont rapidement grossi lors du traitement.
Une hypothèse est que chez ces patients uniquement, le traitement libérerait des « facteurs de croissance » de tumeurs, pour des raisons qui restent alors à comprendre.
La maladie hyperprogressivereprésente un problème sérieux à l'ère de l'immunothérapie pour différentes raisons : (i) elle implique un large spectre de cancers et n'est pas limitée à un histotype tumoral particulier ; (ii) il n’existe pas de définition univoque du HPD ; (iii) aucun marqueur prédictif fiable n'a encore été identifié ; et (iv) les mécanismes cellulaires et moléculaires restent encore flous malgré plusieurs études apportant des suggestions et hypothèses intéressantes .

## Divers
Leur découverte a fait l'objet d'un Prix Nobel de physiologie ou médecine décerné en 2018 à James Allison et Tasuku Honjo.

## Sources de l'article
- Cet article  est une traduction incomplète de Lao Y, Shen D, Zhang W, He R, Jiang M. Immune Checkpoint Inhibitors in Cancer Therapy—How to Overcome Drug Resistance? Cancers. 2022; 14(15):3575. https://doi.org/10.3390/cancers14153575 paru sous licence Creative Commons Attribution 4.0 International
- Pour la partie des effets secondaires Camelliti, S., Le Noci, V., Bianchi, F. et al. Mechanisms of hyperprogressive disease after immune checkpoint inhibitor therapy: what we (don’t) know. J Exp Clin Cancer Res 39, 236 (2020). https://doi.org/10.1186/s13046-020-01721-9 paru sous licence Creative Commons Attribution 4.0 International